# Kurt Weiß (Hockeyspieler)
Kurt „Kutti“ Weiß (* 30. März 1906 in Berlin; † 29. Mai 1995 ebenda) war ein deutscher Hockeyspieler und Leichtathlet. 

## Karriere
Kutti Weiß spielte ab 1919 für den Berliner Sport-Club, der 1937 den ersten Deutschen Meistertitel überhaupt gewann und im Jahr darauf den Titel verteidigte. 1944 gewann Weiß einen weiteren Meistertitel mit dem Luftwaffen-Sportverein Hamburg.
Er debütierte 1927 in der deutschen Hockeynationalmannschaft. Bei den Olympischen Spielen 1936 in Berlin wirkte der Stürmer in drei Spielen mit, in denen er sechs Treffer erzielte. Unter anderem erzielte er den einzigen deutschen Treffer im Finale gegen die damals als unschlagbar geltende indische Hockeymannschaft. Das Spiel endete mit 1:8 und die deutsche Mannschaft gewann die Silbermedaille. Insgesamt wirkte Kutti Weiß von 1927 bis 1937 in 40 Länderspielen mit. Als Rekordnationalspieler wurde er erst von Mitgliedern der Hockeynationalmannschaft von 1956 wie Hugo Budinger und Günther Ullerich übertroffen.
Neben seiner Hockey-Karriere war Kutti Weiß auch als Leichtathlet erfolgreich. 1926 war er bei den Deutschen Meisterschaften im Zehnkampf Zweiter hinter Arthur Holz, 1927, 1929 und 1930 gewann er den Deutschen Meistertitel. 1928 trat er bei den Studenten-Weltspielen im Kugelstoßen (Platz fünf mit 12,93 m) und im Diskuswurf an; hier gewann er mit 39,35 m die Silbermedaille. 1927 und 1929 stellte Weiß im Zehnkampf jeweils einen deutschen Rekord auf, mit seiner 1929 aufgestellten Bestleistung von 7626,11 Punkten belegte Weiß den zweiten Platz in der Weltbestenliste 1929, seine Leistung entspricht 6494 Punkten nach der seit 1985 gültigen Punktwertung.
Nach dem Zweiten Weltkrieg war Kutti Weiß als Hockeytrainer tätig, er trainierte bis 1972 die Damenmannschaft des Harvestehuder THC, mit der er sechs Meistertitel gewann.